# 上側頭溝
上側頭溝（じょうそくとうこう、英：Superior temporal sulcus）は、側頭葉にある脳溝のひとつ。外側溝と平行にそのすぐ下を走り、上側頭回と中側頭回を分ける。前端が側頭極、後端が頭頂葉の角回まで伸びる。
この領域の機能的側面については、他者がどこを見ているかを認識することと関わるという報告 、また、他者の感情がどこへ向けられているかを判断すること、生物の動き（biological motion）を認識すること、などと関わるといった報告がある。

## 画像

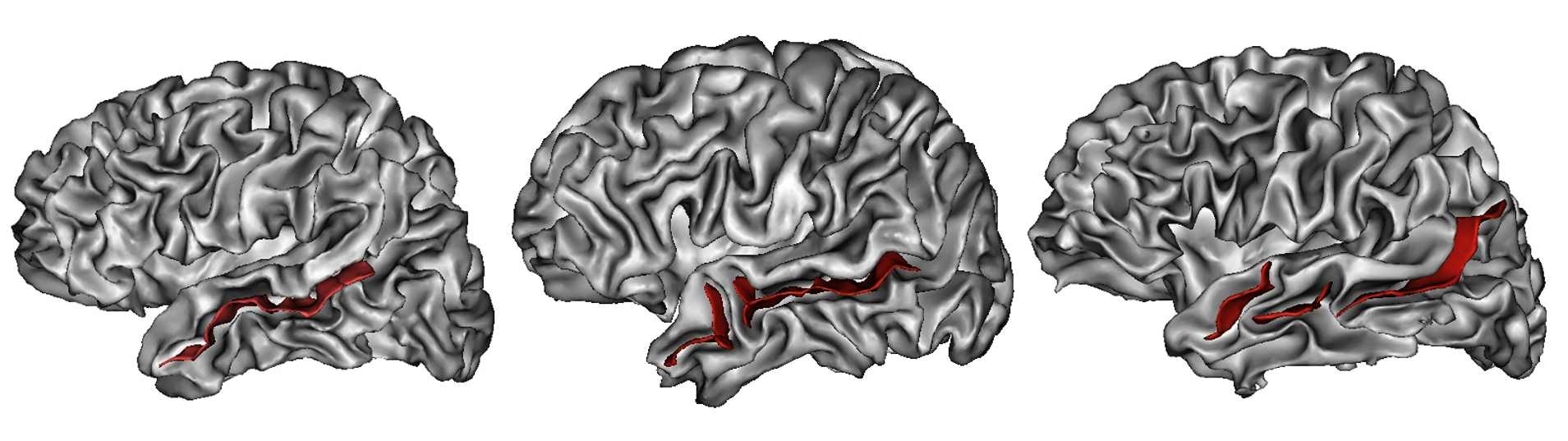
上側頭溝の様々なパターン。連続的なもの、2つに分離しているもの、3つに分離しているもの。